# Jönåker
Jönåker är en tätort i Nyköpings kommun, Södermanlands län. I sydöstra delen av tätorten ligger kyrkbyn för Lunda socken, Lunda, med Lunda kyrka.
Jönåker ligger väster om Nyköping på slätten i Kiladalen.

## Historia
Den första gången namnet Jönåker finns i skrift är år 1353, (ii) Junaaker. Jön- kan komma av ett fornnordiskt adjektiv *æwinn 'ständig' och efterleden är åker. Liksom namnet Enåker i Uppland skulle Jönåker kunna syfta på en åker som gav bra avkastning vid varje skörd.
Stationssamhället Jönåker uppstod i början av 1900-talet då järnvägen mellan Norrköping och Nyköping fick en station i byn Lunda. Samhällets station var dock tvungen att få ett annat namn än Lunda då SJ redan hade en station med det namnet och det endast får finnas en station med respektive namn i Sverige. Jönåkers härad och gamla Jönåkers tingsplats fick således ge namn till det nya samhället. Genom samhället gick före detta Riksettan, därefter namnändrad till E4 (numera går motorväg utanför samhället). I backen utmed Riksettan finns den kända antikvitetsaffären "Kalle i backen".
Orten har fått ge namn åt takpannan Jönåkerpannan. Björn Skifs karaktär i filmen Strul tar sig även det falska namnet Rutger Jönåker, och påstår sig vara döpt efter tätorten.

### Befolkningsutveckling
| Befolkningsutvecklingen i Jönåker 1950–2020 | Befolkningsutvecklingen i Jönåker 1950–2020 | Befolkningsutvecklingen i Jönåker 1950–2020 | Befolkningsutvecklingen i Jönåker 1950–2020 | Befolkningsutvecklingen i Jönåker 1950–2020 |
| ------------------------------------------- | ------------------------------------------- | ------------------------------------------- | ------------------------------------------- | ------------------------------------------- |
|                                             |                                             |                                             |                                             |                                             |
| År                                          |                                             |                                             | Folkmängd                                   | Areal (ha)                                  |
| 1950                                        | 1950                                        |                                             | 361                                         |                                             |
| 1960                                        | 1960                                        |                                             | 593                                         |                                             |
| 1965                                        | 1965                                        |                                             | 563                                         |                                             |
| 1970                                        | 1970                                        |                                             | 657                                         |                                             |
| 1975                                        | 1975                                        |                                             | 671                                         |                                             |
| 1980                                        | 1980                                        |                                             | 620                                         |                                             |
| 1990                                        | 1990                                        |                                             | 622                                         | 96                                          |
| 1995                                        | 1995                                        |                                             | 628                                         | 96                                          |
| 2000                                        | 2000                                        |                                             | 662                                         | 96                                          |
| 2005                                        | 2005                                        |                                             | 610                                         | 96                                          |
| 2010                                        | 2010                                        |                                             | 617                                         | 96                                          |
| 2015                                        | 2015                                        |                                             | 598                                         | 80                                          |
| 2020                                        | 2020                                        |                                             | 628                                         | 82                                          |
|                                             |                                             |                                             |                                             |                                             |